# موزان كيبوتسوجي
موزان كيبوتسوجي (鬼 き 舞 ぶ 辻 つ じ 無 む 惨 ざ ん كيبوتسوجي موزان؟) هو شخصية خيالية من مانجا قاتل الشياطين، وهو الخصم الرئيسي في الانمي. يعتبر ملك الشياطين، الأول من نوعه، وسلف كل الشياطين الأخرى الموجودة. موزان هو أيضًا زعيم الاقمار الاثني عشر، وهي منظمة من أقوى اثني عشر شيطانًا في الوجود تعمل تحت قيادته مباشرة.العمر : 1000
القدرات /

## قصته
منذ ألف عام، خلال عصر هيان، تحول موزان إلى شيطان خلال علاج تجريبي يحاول علاج مرضه العضال، وكان هدفه منذ ذلك الحين هو العيش دون خوف من الموت وأن يصبح خالداً. وهو يخطط لتحقيق ذلك بطريقتين: العثور على العنكبوت الأزرق ليلي أو إنشاء المزيد من الشياطين على أمل أن يتمكن المرء يومًا ما من التغلب على ضعف ضوء الشمس. بصفته ملك الشياطين، يمكن لموزان التحكم في كل أولئك الذين استوعبوا دمه ليصبحوا شياطين، مع استثناءات وحيدة من نيزوكو كامادو وتامايو ويوشيرو ولاحقًا تشاتشامارو. تم الكشف لاحقًا أن موزان من نفس سلالة عائلة يوباشيكي.